# Acanthodendrilla australis
Acanthodendrilla australis är en svampdjursart som beskrevs av Patricia R. Bergquist 1995. Acanthodendrilla australis ingår i släktet Acanthodendrilla och familjen Dictyodendrillidae.
Artens utbredningsområde är havet kring Nya Kaledonien. Inga underarter finns listade i Catalogue of Life.